# Ich kämpfe um dich
Ich kämpfe um dich ist der deutsche Titel des US-amerikanischen Psychothrillers Spellbound („gebannt“, „verzaubert“) aus dem Jahr 1945 von Alfred Hitchcock nach dem Roman The House of Dr. Edwardes von Francis Beeding (Pseudonym von Hilary Aidan St. George Saunders und John Palmer). Die Hauptrollen spielen Ingrid Bergman und Gregory Peck. Der Film handelt von einer Psychoanalytikerin, die sich in den neuen Leiter des Krankenhauses in Vermont, in dem sie arbeitet, verliebt, bis sie herausfindet, dass er ein Hochstapler ist, der an dissoziativer Amnesie leidet und möglicherweise ein Mörder ist. Es handelt sich um einen der ersten Hollywood-Filme, die sich mit Sigmund Freuds Psychoanalyse beschäftigten.

## Handlung des Films

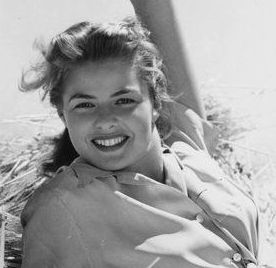
Ingrid Bergman (1945)

Dr. Murchison, der langjährige Leiter von Green Manors, einem Heim für Geisteskranke in Vermont, soll nach einem Nervenzusammenbruch in den Ruhestand gehen. Er wird in seiner Funktion von Dr. Anthony Edwardes abgelöst, einem renommierten Psychiater und Autor. Kaum ist der für seine berufliche Position überraschend junge Edwardes angekommen, fühlt er sich von der schönen, aber distanzierten Psychologin Dr. Constance Petersen angezogen. Doch schon bald fällt Edwardes durch sein sonderbares Verhalten in bestimmten Situationen auf. Es häufen sich die Anzeichen, dass der vorgebliche Dr. Edwardes in Wirklichkeit ein paranoider, an Gedächtnisverlust leidender Betrüger ist. Dr. Petersen durchschaut dies als Erste, dennoch verliebt sie sich in ihn. Der falsche Edwardes gesteht ihr, dass er glaubt, den echten Edwardes umgebracht und zur Bewältigung des Schuldtraumas dessen Identität übernommen zu haben. Aufgrund seiner Amnesie kann er sich aber an seine wahre Identität nicht erinnern.
Als die anderen Ärzte den falschen Edwardes entlarven können, setzt er sich nach New York ab. Er hinterlässt jedoch einen Brief mit seiner Adresse an Constance, die immer noch zu ihm hält. Sie reist nach New York, um dem falschen Edwardes zu helfen. Auch will sie feststellen, was mit dem wirklichen Dr. Edwardes geschehen ist, der seit seinem Aufbruch zu einer Skireise verschwunden ist. Inzwischen wird der vermeintliche Hochstapler von der Polizei gesucht. Constance und der falsche Edwardes – unter dem Decknamen John Brown – reisen zusammen nach Rochester zu dem angesehenen Psychiater Dr. Brulov, Constances altem Lehrer und Mentor. Bei der Psychoanalyse eines Traumes von „Brown“ stellt sich heraus, dass dieser zusammen mit Edwardes beim Skilaufen war. Aufgrund von Hinweisen im Traum des falschen Edwardes können die Psychoanalytiker das Skigebiet identifizieren.
Dr. Petersen und „Brown“ reisen ins Skigebiet in der Hoffnung, dass durch eine Wiederholung der Geschehnisse die blockierten Erinnerungen des Patienten zurückkehren könnten. Tatsächlich kehrt bei einer Skiabfahrt das Gedächtnis des falschen Edwardes zurück. Er erinnert sich an den Absturz von Dr. Edwardes und daran, dass sein wirklicher Name John Ballantyne ist. Weil er als Kind einst seinen Bruder versehentlich getötet hatte, litt er seitdem an einem Schuldkomplex. Außerdem hatte er einen traumatisierenden Einsatz als Militärarzt im Zweiten Weltkrieg. Deshalb war er Patient des echten Edwardes und hatte aufgrund seines Schuldkomplexes nach Edwardes’ Tod, für den er sich verantwortlich fühlte, die Identität des Psychiaters angenommen.
Der angebliche Unfalltod im Skigebiet scheint aufgeklärt, doch als die Leiche von Dr. Edwardes geborgen wird, stellt sich heraus, dass dieser von hinten erschossen wurde. Daraufhin wird Ballantyne unter Mordverdacht verhaftet. Dr. Constance Petersen versucht sich für ihn einzusetzen, kehrt dann aber nach Green Manor zurück. Als der wiedereingesetzte Sanatoriumsleiter Dr. Murchison eine abschätzige Bemerkung über Edwardes fallen lässt, kommt Constance dem wahren Mörder auf die Schliche. In einer finalen Konfrontation gesteht Murchison ihr, dass er seinen designierten Nachfolger Edwardes aus Angst um seine Stellung getötet hat. Während Murchison sich erschießt, blicken Constance und John Ballantyne in eine gemeinsame Zukunft.

## Hintergründe
- Produzent David O. Selznick selbst wünschte, dass ein Großteil des Films auf seiner persönlichen Erfahrung mit der Psychotherapie basierte. Er brachte seine Therapeutin May Romm als Beraterin mit zum Set.[3] Als sie dort mit Hitchcock wegen der Frage, wie eine Therapie wirke, in einen Disput geriet, habe dieser gesagt: „Meine Liebe, es ist nur ein Film.“[2]
- Die Traumsequenz wurde von Salvador Dalí entworfen. Hitchcock begründete dies damit, dass Traumszenen in Spielfilmen stets mit waberndem Rauch dargestellt und leicht unscharf gefilmt würden, um sie neblig und verschwommen wirken zu lassen. Hitchcock hielt Träume stattdessen für sehr lebhaft und klar („vidid“).[3] Die Szene war zudem ursprünglich rund eine Minute länger angelegt. Sie enthielt noch eine Szene in einem Ballsaal mit herabhängenden Klavieren und unbeweglichen Figuren, die vorgeben, zu tanzen, gefolgt von dem vorgeblichen Dr. Edwardes alias John Ballantyne, der mit Dr. Petersen tanzt.[2] Daraufhin verwandelt sich Dr. Petersen in eine Statue und trägt dabei ein griechisches Gewand. Ein Pfeil durchbohrt auf unerklärliche Weise ihren Hals. Hitchcock hielt diesen Teil jedoch für zu grotesk für einen kommerziellen Hollywoodfilm, sodass er entfernt wurde.[3]
- Bemerkenswert ist, dass das eigentlich als Schwarzweißfilm geltende Werk für einen einzigen Augenblick dennoch farbig erscheint: In dem Moment, als Dr. Murchison Selbstmord begeht – er erschießt sich –, wird die Leinwand für Sekundenbruchteile blutrot.[3] In der Fernsehfassung ist dieser Effekt ebenfalls zu sehen.
- Der während der Ski-Szene auf John Ballantyne und Dr. Petersen fallende „Schnee“ bestand aus Cornflakes.[2]
- Hitchcock überredete Selznick, die Rechte an dem Roman für 40.000 US-Dollar zu kaufen.[2]
- Anders als bei anderen Adaptionen von Büchern (z. B. Rebecca oder Psycho) übernahm Hitchcock hier nur die Grundprämisse des zugrundeliegenden Romans (ein Geisteskranker nimmt die Identität eines anderen an). Ansonsten weicht der Film deutlich vom Roman ab. Hitchcock und Drehbuchautor Hecht haben sich dafür verschiedene psychiatrische Anstalten in der Gegend rund um New York angesehen, bevor das Drehbuch maßgeblich in einem New Yorker Hotelzimmer entstand.[3]
- Die Postproduktion des Films war bereits im Februar 1945 abgeschlossen. Eine Reihe kleinerer Änderungen auf Wunsch des Produzenten und mehrere Previews hatten dazu geführt, dass der Spielfilm erst im Oktober 1945 veröffentlicht wurde.[3]

## Musik
Die Musik zu Ich kämpfe um Dich ist dem Filmwissenschaftler Jack Sullivan zufolge sowohl die romantischste als auch die unheimlichste Musik eines Hitchcock-Films. Besonders die Fülle und Reichhaltigkeit der relativ modern klingenden Musik beeindruckte das Publikum. Prägnanter Kontrast ist der Einsatz des Theremins, das den Ängsten und Identitätskrisen der Protagonisten eine andersweltlich-entrückte Aura verleihe.
Die Entscheidung, Miklós Rózsa als Komponist für die Filmmusik zu beschäftigen, geht auf Hitchcock und Selznick zurück. Nachdem Wunschkandidat Bernard Herrmann abgesagt hatte, konnten sich Hitchcock und Selznick problemlos auf den Komponisten von Frau ohne Gewissen einigen. Rózsa wollte das für den Soundtrack besonders markante Theremin bereits von Anfang an für den Film einsetzen, da er bereits vorher erfolgreich mit einem Ondes Martenot gearbeitet hatte und die Möglichkeit gekommen sah, auch auf ein Theremin zurückzugreifen. Hitchcock und Studiochef David O. Selznick wussten laut Rózsa nichts von diesem Instrument, nicht einmal, ob man Theremin „isst oder gegen Kopfschmerzen einnimmt“. Andererseits waren sie im Gegensatz zu diversen anderen Filmemachern, mit denen Rózsa gearbeitet hatte, experimentierfreudig genug, um es trotzdem in den Soundtrack aufzunehmen.
Im Produktionsprozess selbst versuchte der für sein Mikromanagement berüchtigte Selznick, sich mit ausgiebigen Memos in die Komposition sämtlicher Stücke einzumischen; Rózsa selbst gab jedoch an, diese weitgehend ignoriert zu haben. Eine Ausnahme dazu bildete beispielsweise der Geigeneinsatz. Als Selznick darauf bestand, dass unbedingt mehr Geigen im Orchester sein mussten als in der Filmmusik zu Rebecca, kam Rózsa, der die Geiger ja nicht selbst bezahlen musste, der Forderung gern nach. Insgesamt war die Filmmusik Selznick zu unterproduziert und emotionslos, während Hitchcock sich mehrfach öffentlich über die überproduzierte und zu dick auftragende Musik beschwerte.
Die eigentliche Komposition erledigte er im Oktober 1944. Während der Arbeiten an der Musik kam es immer wieder zu Spannungen zwischen allen Beteiligten. Unter anderem warfen Hitchcock und Selznick Rózsa vor, dass er Themen aus Ich kämpfe um Dich auch für Das verlorene Wochenende benutzt habe, der zwar später komponiert, aber früher veröffentlicht wurde. Besonders auffallend sei das nahezu identische Thema mit Theremin, das in Ich kämpfe um Dich Amnesia kennzeichne und in Das verlorene Wochenende die Alkoholexzesse. Bei Drehschluss war die Beziehung zwischen den Beteiligten irreparabel zerstört, und Rózsa einerseits, Selznick und Hitchcock andererseits redeten gegen Ende des Films nicht mehr miteinander.
Rózsa gewann 1946 den Oscar für die beste Filmmusik für seinen Soundtrack zu Ich kämpfe um Dich. Die Musik selbst stieß sowohl bei Kritikern als auch beim Publikum auf Begeisterung und gilt bis heute als eine der prägenden Filmmusiken dieses Jahrzehnts. Unter anderem führte sie das Theremin und dessen Verwendung in spannungsvollen und unheimlichen Szenen in die Filmmusik Hollywoods ein.
Der Versuch, die originale Musik zum Film separat als Schallplatte auf ARA zu verkaufen, zählt zu den frühen Versuchen dessen, was in späteren Jahrzehnten eine florierende Soundtrack-Industrie werden sollte. ARA Presents Music from Alfred Hitchcock’s Picture ‘Spellbound’ bestand aus vier 78er-10-Inch-Platten mit den Stücken ‘Prelude’, ‘Dementia’, ‘Love Themes’, ‘Scherzo’, ‘Terror on the Ski Run’, ‘Subconscious’, und ‘Concerto’.
Selznick hatte bereits 1939 bei Vom Winde verweht damit begonnen, Filmmusik separat in den Handel zu bringen; Selznicks Anstrengungen kulminierten in dem Ich-kämpfe-um-Dich-Soundtrack. Im Gegensatz zu anderen frühen Soundtrack-Veröffentlichungen kreiste diese nicht um einzelne populäre Lieder oder bestimmte Hits aus dem Film; sie sollte vielmehr die Ernsthaftigkeit einer instrumentalen Filmmusik betonen. Starke organisatorische Konflikte zwischen Filmstudio und Plattenfirma führten zusammen mit dem finanziellen Flop, den das Studio mit der Veröffentlichung zu verkraften hatte, vorerst zur Beendigung solcher Versuche.

## Kritiken
- Lexikon des internationalen Films: „Kunstvoll gestalteter, bemerkenswert gespielter Hitchcock-Krimi, der die Psycho- und Traumanalyse nicht unbedingt realitätsnah, aber effektvoll in die Handlung einbezieht.“[15]
- Süddeutsche Zeitung: „Ein Höchstmaß an geheimnisvoller Spannung.“
- Bosley Crowther von The New York Times befand allerdings, die Story sei „ziemlich offensichtlich und ein alter Hut“ und billigte Ingrid Bergman als „einziger“ zu, „für Glaubwürdigkeit beim Publikum“ zu sorgen.[16]
- Als bescheiden wurde hingegen Gregory Pecks Darstellung gewertet. So urteilte das Time Magazine: „Er spielt mit den Kiefermuskeln und kneift die Augen zu, um auf diese Weise anzudeuten, dass mit ihm nicht alles in Ordnung ist.“[16]
- Evangelischer Filmbeobachter: „Ein Hitchcockfilm voll aufregender Spannung, gut fotografiert und geschnitten und die Wirklichkeit oft beängstigend ins Traumhafte überblendend.“[17]

## Auszeichnungen
- New York Film Critics Circle Award 1945: New York Film Critics Circle Award in der Kategorie Beste Hauptdarstellerin für Ingrid Bergman
- Oscarverleihung 1946: Oscar in der Kategorie Beste Filmmusik für Miklós Rózsa

## Cameo
Hitchcock kommt aus einem Aufzug im Empire State Hotel, trägt einen Violinenkasten und raucht eine Zigarette (nach 39 Minuten).

## Soundtrack
- Miklós Rózsa: Spellbound. Excerpts of the Original Motion Picture Score, auf: The Sound of the Movies: Movie Box Vol. 3 (2-CD-Set). History/TIM, Hamburg o. J., Tonträger-Nr. 203120-302 – digital restaurierte Originaleinspielung der Filmmusik unter der Leitung des Komponisten
- Miklós Rózsa: Spellbound. Concerto for Orchestra, auf: Psycho. The Essential Alfred Hitchcock (2-CD-Set). Silva Screen Records, London 1999, Tonträger-Nr. FILMXCD 320 – digitale Neueinspielung durch die The City of Prague Philharmonic unter der Leitung von Paul Bateman